# Winfried Reiff
Winfried Reiff (* 1. September 1930 in Stuttgart; † 22. August 2014 in Leinfelden-Echterdingen) war ein deutscher Geologe.

## Leben und Werk
Reiff studierte nach dem Abitur am Karls-Gymnasium Stuttgart (1950) Biologie, Chemie und Geologie für das höhere Lehramt an der TH Stuttgart. Seit dem Studium war er Mitglied der Stuttgarter Burschenschaft Ulmia. 1955 erhielt er das Diplom als Geologe (Über den pleistozänen Sauerwasserkalk von Stuttgart-Münster-Bad Cannstatt) und 1958 wurde er in Geologie bei Hermann Aldinger  promoviert (Beiträge zur Geologie des Albuchs und der Heidenheimer Alb). Er war zunächst mit Zeitverträgen am Geologischen Landesamt (Zweigstelle Stuttgart) und in einem Ingenieurbüro und ab 1960 beim Staatlichen Sonderbauamt Stuttgart (Planungsgruppe Depot) als Ingenieurgeologe. 1962 ging er mit seiner Stelle an das Geologische Landesamt. 1975 wurde er Leitender Regierungsdirektor und Leiter der Zweigstelle Stuttgart des Geologischen Landesamts als Nachfolger von Walter Carlé.  1992 ging er in den Ruhestand.
Er ist bekannt für Arbeiten über das Steinheimer Becken, dessen Charakter als Meteoritenkrater er erkannte (mit seinem Kollegen beim Landesamt Paul Groschopf), nachdem dies schon zuvor 1960 beim Nördlinger Ries durch Eugene Shoemaker und E. T. C. Chao erfolgte. Reiff kannte die Gegend sehr gut, da er die geologische Karte Heidenheim an der Brenz (mit dem Steinheimer Becken) kartiert hatte. Der Nachweis wurde durch 30 Tiefbohrungen erbracht. In der Folge wurde in Steinheim-Sontheim unter Beteiligung von Reiff, Karl Dietrich Adam und Elmar P. J. Heizmann eingerichtet. Darin finden sich auch die reichhaltigen Fossilfunde aus den Kraterablagerungen. Er war auch an der Einrichtung des geologischen Lehrpfads wesentlich beteiligt und erhielt für sein Engagement 1995 die Ehrenbürgerwürde von Steinheim.
Weiter befasste er sich unter anderem mit dem Travertin von Cannstatt, Korallen aus dem Oberjura, Hydro- und Ingenieurgeologie (besonders Rutschungen), Landschaftgeschichte und Archäologie (steinzeitliche Funde im Travertin von Cannstatt, Eisenverhüttung in der Ostalb). Er sammelte privat Grenzsteine.
Von 1963 bis 1969 hatte er einen Lehrauftrag für Ingenieurgeologie an der Staatsbauschule Stuttgart, von 1969 bis 1973 an der Universität Tübingen und von 1973 bis 1993 an der Universität Stuttgart, an der er 1975 Honorarprofessor wurde und rund 10 Dissertationen betreute.
1957 heiratete er die Lehrerin Brigitte Endriss, die Enkelin des Geologen Karl Endriss.

## Schriften (Auswahl)
- mit P. Groschopf: Ergebnisse neuerer Untersuchungen im Steinheimer Becken (Württemberg), Jh. Ver. vaterl. Naturkunde. Württemberg, Band 121, 1966, S. 155–168
- mit P. Groschopf: Vorläufige Ergebnisse der Forschungsbohrungen 1970 im Steinheimer Becken (Schwäbische Alb), Jh. geol. LA Baden-Württemberg, 13, 1971, S. 223–226.
- Einschlagkrater kosmischer Körper auf der Schwäbischen und Fränkischen Alb, Der Aufschluss, Jg. 25, Nr. 7/8, 1974, S. 368–380.
- Elmar P.J. Heizmann, Winfried Reiff, Gemeinde Steinheim am Albuch (Hrsg.): Der Steinheimer Meteorkrater, Verlag Dr. Friedrich Pfeil, München 2002.